# Powiat Shiwa
Powiat Shiwa (jap. 紫波郡 Shiwa-gun) – powiat w Japonii, w prefekturze Iwate. W 2024 roku liczył 59 231 mieszkańców.

## Miejscowości
- Shiwa
- Yahaba